# Гельфер, Михаил Ефимович
Михаил Ефимович Гельфер (род. 1934, Москва) — советский архитектор, специалист по проектированию спортивных и досуговых сооружений.

## Биография
Окончил Московский архитектурный институт в 1958 году. Работал в ЦНИИЭП зрелищных зданий в Москве. Принимал участие в архитектурных конкурсах на проектирование Дворца тяжёлой атлетики в Измайлове, Москва (1976, 1-я премия) и спорткомплекса завода ГПЗ в Москве (1981, 2-я премия).

## Основные работы
- Дворец пионеров и школьников города Волжский (1967)[1]
- Стадион «Торпедо», Москва (1972)
- Спорткомплекс завода АЗЛК на Люблинской улице (1976, совместно с Т. Лебедевой и Ю. Регентовым[2], премия Совета Министров СССР)
- Спорткомплекс в городе Тольятти (1983).